# ...3mm
《...3mm》是香港歌手陳奕迅的粵語專輯，於2012年8月10日發行。混音版本《...3mm Remix》則於2012年11月8日發行。

## 專輯簡介

### 製作概念
此專輯為繼陳奕迅2006年的《Life Continues...》EP後，再度同時與香港音樂組合Swing（郭偉亮）的Eric Kwok及Jerald（陳哲廬）合作的粵語唱片，同時也是Jerald回加拿大探望家人前最後參與的唱片。Jerald返港後亦參與很多音樂事務，例如參與麥浚龍的專輯Addendum中瑕疵一曲的監製工作，於RubberBand在時代廣場外的表演期間打坐等。此外，Jerald回港後亦有在Youtube人氣影片「玩爆你個腎」中客串。
專輯的名字《...3mm》的省略號代表Swing與陳奕迅繼《Life Continues...》全碟合作後的延續。「3mm」則代表「3 married men」，指陳奕迅、Eric Kwok及Jerald三位已婚男人。專輯的主題是金錢不能買到的事物，十首歌分別代表十種不同事物。

### 製作班底
專輯由Eason、Eric Kwok及Jerald一手包辦作曲、編曲及監製工作。
成立自己的音樂製作公司後，早在2011年底陳奕迅已開始籌組本專輯製作，邀來同事兼好友Swing創作全張大碟的歌曲，讓他們有充足的時間打造存有Swing音樂風格的音樂。陳奕迅將所有歌曲交給Eric Kwok及Jerald天馬行空地創作。據二人所說，這張大碟其實就是Swing的延續，只是加入陳奕迅成為新主唱而已。陳奕迅對大碟的主題有不少意見，面對歌詞的題材，一班音樂、填詞人最終決定以「金錢買不到東西」為骨幹，每一首歌都注入一個特殊的題材，詳細題材如下：
| 曲序 | 歌名       | 主題                 |
| ---- | ---------- | -------------------- |
| 1.   | 重口味     | 金錢買不到復原力     |
| 2.   | 非禮       | 金錢買不到禮貌       |
| 3.   | Class      | 金錢買不到品味       |
| 4.   | 碌卡       | 金錢買不到人脈網絡   |
| 5.   | 笑死朕     | 金錢買不到開心       |
| 6.   | 蚊         | 金錢買不到平靜       |
| 7.   | Let It Out | 金錢買不到說真話勇氣 |
| 8.   | 習慣說     | 金錢買不到習慣       |
| 9.   | 信任       | 金錢買不到信任       |
| 10.  | 完         | 金錢買不到生命       |

## 曲目

### 《...3mm》
| 曲序     | 曲目       |                   | 作曲              | 时长  |
| -------- | ---------- | ----------------- | ----------------- | ----- |
| 1.       | 重口味     | 黃偉文            | Eric Kwok、Jerald | 3:59  |
| 2.       | 非禮       | 小克              | Eric Kwok、Jerald | 3:13  |
| 3.       | Class      | 林寶              | Eric Kwok、Jerald | 3:13  |
| 4.       | 碌卡       | 陳詠謙            | Eric Kwok、Jerald | 3:37  |
| 5.       | 笑死朕     | 陳詠謙            | Jerald            | 3:20  |
| 6.       | 蚊         | 林若寧            | Eric Kwok、Jerald | 3:45  |
| 7.       | Let It Out | 林若寧、Eric Kwok | Eric Kwok         | 4:04  |
| 8.       | 習慣說     | 陳詠謙            | Eric Kwok、陳奕迅 | 3:48  |
| 9.       | 信任       | 小克              | Eric Kwok、Jerald | 3:31  |
| 10.      | 完         | 林寶              | Eric Kwok         | 3:24  |
| 总时长： | 总时长：   | 总时长：          | 总时长：          | 35:54 |

### 《...3mm Remix》
| 曲序     | 曲目                                                                                        |          | 备注     | 时长  |
| -------- | ------------------------------------------------------------------------------------------- | -------- | -------- | ----- |
| 1.       | 重口味 (The Headmaster Mix – Eason Chan vs The Great Almighty Alan Tam)（Featuring 譚詠麟） | 黃偉文   | [ 2 ]    | 3:51  |
| 2.       | 非禮（Rude Mix）                                                                            | 小克     |          | 5:23  |
| 3.       | 碌卡（Light-Saber Mix）                                                                     | 陳詠謙   |          | 5:30  |
| 4.       | Class（Extended Version）                                                                   | 林寶     |          | 5:22  |
| 5.       | 重口味（Special Club Mix）                                                                  | 黃偉文   |          | 6:09  |
| 总时长： | 总时长：                                                                                    | 总时长： | 总时长： | 26:12 |

## 音樂錄像
| 曲目次序 | 歌名           | 導演         | 首播日期       | 首播平台        | 連結                       |
| -------- | -------------- | ------------ | -------------- | --------------- | -------------------------- |
| 01       | 重口味         | Vernie Yeung | 2012年7月10日* | YouTube         | 連結（页面存档备份，存于） |
| 03       | Class          | 莊少榮       | 2012年12月4日  | 土豆網          | 連結（页面存档备份，存于） |
| 04       | 碌卡           | 莊少榮       | 2012年8月16日  | YouTube及土豆網 | 連結（页面存档备份，存于） |
| 09       | 信任（劇場版） | 袁劍偉       | 2012年11月26日 | YouTube及土豆網 | 連結（页面存档备份，存于） |
| 10       | 完             | 高輝         | 2012年10月5日  | YouTube及土豆網 | 連結（页面存档备份，存于） |

- (*)2012年7月10日發放的音樂錄像是剪輯版本，完整版本在2012年8月23日於YouTube Channel 正式發放。

## 外間評價
《...3mm》在香港音樂網誌當下音樂（前稱斥測樂壇）得到正面評價，網誌形容Eason專輯中六首快歌比其2007年大碟《Listen to Eason Chan》的跳舞快歌「令人興奮的程度有過之而無不及」，然而批評四首慢歌比不上Eason的最佳水準。

### 《非禮》歌曲爭議
由小克填詞的《非禮》一曲，專輯推出後受到廣泛討論。有網民認為歌曲是針對近年中港矛盾而創作的歌曲，歌詞「蝗蟲螻蟻 尋求默契 尋求默契 尋求默契 相稱禮貌」中「蝗蟲」一詞更被指是比喻某些來自中國大陸掠奪香港社會資源的人，儘管當時此曲未獲派台結果，卻一時間掀起香港與中國內地的網民辯論和互相指罵，當中不乏偏激的言論。
此舉引致參與歌曲製作的人士相繼向外界解畫，指有關歌詞不是針對中國内地人，而陳奕迅亦稱其本人不懂政治，不會對有關事件作評論。
事實上，《非禮》並非陳奕迅第一首引起爭議的歌曲，收錄在《Taste the Atmosphere》的《超錯》和《Stranger Under My Skin》的《六月飛霜》亦分別被指歌詞暗示2010年發生的政改風波與六四事件。陳奕迅與相關人士指並無其事，但環球唱片的YouTube 官方頻道上的《六月飛霜》MV其後被無故刪除。

## 相關宣傳、音樂會及銷售情況
2012年8月24至26日，陳奕迅於亞洲國際博覽館舉行了一連三場的《Feel Free! Feel Music! 陳奕迅演唱會》，以快歌作主題，更演唱大部分新專輯的歌曲作宣傳。2012年9月20日於觀塘apm商場舉行簽唱會。
《...3mm》專輯登上香港HMV銷量榜共15週（2012年第33－48周），曾連續三星期登上榜首（2012年第33－35周）。《...3mm》專輯亦登上香港唱片商會銷量榜共11週（2012年第33週－43週），曾登上榜首達四星期（2012年第33－35，37週）《...3mm Remix》則上榜共3週（2012年第46週－48週）。
- 《...3mm》

| 累積週數 | 週數   | 位置 |
| -------- | ------ | ---- |
| 01       | 第33週 | 1    |
| 02       | 第34週 | 1    |
| 03       | 第35週 | 1    |
| 04       | 第36週 | 3    |
| 05       | 第37週 | 1    |
| 06       | 第38週 | 4    |
| 07       | 第39週 | 8    |
| 08       | 第40週 | 9    |
| 09       | 第41週 | 6    |
| 10       | 第42週 | 9    |
| 11       | 第43週 | 5    |

- 《...3mm Remix》

| 累積週數 | 週數   | 位置 |
| -------- | ------ | ---- |
| 01       | 第46週 | 2    |
| 02       | 第47週 | 5    |
| 03       | 第48週 | 10   |

- 粗體代表該週冠軍

在台灣，本專輯曾登上G-Music 銷量榜第35週的第20位，上榜一週。

## 派台歌曲成績

### 香港四台流行榜成績
香港音像聯盟（HKRIA）與無綫電視的版權風波爭議已於2011年11月19日解決，然而環球唱片至今仍未把音樂作品派上TVB，因此無緣登上勁歌金榜。
| 歌曲             | 903 專業推介 | 997 勁爆流行榜 | RTHK 中文歌曲龍虎榜 | TVB 勁歌金榜 |
| ---------------- | ------------ | -------------- | ------------------- | ------------ |
| 重口味           | 1            | 1              | 1                   | x            |
| 碌卡             | 3            | 3              | 2                   | x            |
| 完               | 9            | 1              | 1                   | x            |
| 信任             | 7            | 4              | 4                   | x            |
| 非禮（Rude Mix） | 17           | -              | -                   | x            |
| Let It Out       | 16           | 2              | 10                  | x            |

粗體表示冠軍歌

(*) 表示仍在榜上

### 其他地區流行榜成績
| 歌曲       | 音魁 | 全球華語 | 9＋2 | 澳門電台 | 台灣幽浮勁碟 | 台灣Hito | 台灣MTV | 新加坡 | 馬來西亞 |
| ---------- | ---- | -------- | ---- | -------- | ------------ | -------- | ------- | ------ | -------- |
| 重口味     | 3    | 2        | 1    | 1        | 14           | －       | －      | －     | 1        |
| 碌卡       | 11   | 2        | －   | －       | －           | －       | －      | －     | 2        |
| 完         | 46   | 2        | －   | －       | －           | －       | －      | －     | 1        |
| 信任       | 35   | －       | －   | －       | －           | －       | －      | －     | －       |
| Let It Out | 33   | －       | －   | －       | －           | －       | －      | －     | －       |

- 粗體代表冠軍歌
- (*) 表示歌曲仍在上榜
- 歌曲以派台次序排序

- 「音魁中文金曲流行榜」
《重口味》：上榜一週（2012年 第35週），最高第3位（2012年 第35週）[11]。
《碌卡》：上榜一週（2012年 第35週），最高第11位（2012年 第35週）。
《習慣說》：上榜一週（2012年 第35週），最高第28位（2012年 第35週）。
《Let It Out》：上榜一週（2012年 第35週），最高第33位（2012年 第35週）。
《信任》：上榜一週（2012年 第35週），最高第35位（2012年 第35週）。
《完》：上榜一週（2012年 第35週），最高第46位（2012年 第35週）。

- 「全球華語歌曲排行榜」
《重口味》：上榜五週（2012年 第29－34週），最高第2位（2012年 第32週）[12]。
《碌卡》：上榜三週（2012年 第39－41週），最高第2位（2012年 第40週）[13]。
《完》：上榜九週（2012年 第42－43週、2013年 第1－8週），最高第2位（2013年 第2週）[14]。

- 「9+2音樂先鋒榜」
《重口味》：上榜五週（2012年 第27－32週），最高第1位（2012年 第31週）[15]。

- 澳門「澳門電台華語歌曲排行榜」
《重口味》：上榜四週（2012年 第28－31週），最高第1位（2012年 第31週）[16]。

- 台灣「幽浮勁碟排行榜」
《重口味》：上榜一週（2012年 第36週），最高第14位（2012年 第36週）[17]。

- 馬來西亞「988最好聽音樂榜」
《重口味》：上榜七週（2012年 第30週－37週），最高第1位（2012年 第36週）[18]。
《碌卡》：上榜六週（2012年 第40週－46週），最高第2位（2012年 第44週）[19]。
《完》：上榜四週（2012年 第49週－2013年 第1週），最高第1位（2013年 第1週）[20]。

- 粗體表示歌曲登上榜首

## 相關獎項或提名

### 專輯《...3mm》
- 香港：2012年度SINA Music樂壇民意指數頒獎禮[21] - SINA Music 至尊大碟
- 香港：香港樂評選 2012－年度唱片（提名）[22]
- 香港：香港樂評選 2012－年度男歌手（提名）
- 中國：華語金曲獎－2012年8月十佳專輯－第五位[23]
- 中國：2012南都娛樂週刋金榕樹獎－2012年度最佳粵語唱片
- 中國：華語金曲獎－2012年度十大華語唱片－粵語單元（第二位）[24]
- 中國：華語金曲獎2013－年度最佳粵語專輯（提名）[25]
- 中國：華語金曲獎2013－年度最佳粵語男歌手（提名）[25]

### 歌曲《重口味》
- 香港：第三十五屆十大中文金曲頒獎音樂會[26]－十大歌曲獎
- 香港：第三十五屆十大中文金曲頒獎音樂會－全球華人至尊金曲獎
- 香港：2012年度叱咤樂流行榜頒獎典禮[27] - 叱咤樂壇至尊歌曲大獎
- 香港：新城勁爆頒獎禮2012[28]－新城全球勁爆歌曲
- 香港：新城勁爆頒獎禮2012－新城勁爆填詞大獎
- 香港：2012 CASH金帆音樂獎－最佳編曲
- 香港：2012年度SINA Music樂壇民意指數頒獎禮－SINA Music 最高收聽率二十大歌曲
- 香港：2012年度SINA Music樂壇民意指數頒獎禮－我最喜愛至尊金曲
- 香港：最愛2012年歌曲 Top Songs of 2012－2012最愛廣東歌曲（第九位）
- 香港：2013 CASH金帆音樂獎－2012 CASH最廣泛演出金帆獎－粵語流行作品
- 香港：香港樂評選 2012－年度歌曲（提名）
- 中國：華語金曲獎2013－年度最佳粵語歌曲（提名）[25]
- 加拿大：加拿大至HIT中文歌曲排行榜 2012年度總選－全國推崇十大歌曲[29]

### 歌曲《碌卡》
- 馬來西亞：2013年第四屆 MY Astro至尊流行榜頒獎典禮－至尊金曲25
- 馬來西亞：2013年第四屆 MY Astro至尊流行榜頒獎典禮－至尊演繹男歌手（海外）

### 歌曲《完》
- 香港：新城勁爆頒獎禮2012 - 新城勁爆歌曲
- 香港：全港民意流行音樂頒獎禮2012 - 十大最受歡迎歌曲（第八位）

### 歌曲《重口味 (The Headmaster Mix) 》
- 香港：2012年度SINA Music樂壇民意指數頒獎禮 - SINA Music 對唱演繹金曲大獎

## 其他翻唱版本
- 2013年7月，韓國綜藝節目《Running Man》成員在香港舉行見面會，主持池石鎮以準確粵語演唱陳奕迅的《重口味》，引起觀眾情緒高漲。[30]

## 外部連結
- https://web.archive.org/web/20121227025745/http://umg.com.hk/album/1931/detail 環球唱片：陳奕迅《...3mm》官方大碟資料
- http://www.umg.com.hk/album/2124/detail（页面存档备份，存于） 環球唱片：陳奕迅《...3mm Remix》官方大碟資料
- http://www.umg.com.hk/news/2101/detail（页面存档备份，存于） 環球唱片：陳奕迅馬來西亞吹歌會
- http://3cmusic.com/home/綜觀mv新潮流【慢歌-漫舞】 3c Music.com: 綜觀MV新潮流【慢歌 - 漫舞】